# 2019年2月中國大陸

## 2月1日
- 温州市中级人民法院正式宣判乐清幼师打车遇害案，被告人钟元犯抢劫罪、强奸罪、故意杀人罪，被判处死刑，立即执行[1][2]。

## 2月3日
- 河北省石家庄市桥西区人民政府通报疫苗错种事件调查结果，涉案接种人员为牟取私利，对29名儿童使用b型流感嗜血桿菌疫苗（HIB）替代五联疫苗接种，涉事人员目前已被停职调查[3][4]。

## 2月5日
- 《每日經濟新聞》引述消息人士指，上海新興醫藥股份有限公司生產靜脈注射免疫球蛋白（批號：20180610z），對愛滋病抗體呈陽性反應，即受愛滋病病毒感染。中國國家衛健委2月5日下發通知，要求各醫院等醫療機構立即停用上海新興生產的靜注人免疫球蛋白。[5]。

## 2月10日
- 土耳其媒體近日報道稱維吾爾族詩人阿不都日衣木·艾衣提在2019年2月9日於乌鲁木齐被囚期間身受酷刑，傷重身亡[6]。2月10日晚，中國官方媒體中国国际广播电台在互聯網發佈視頻，視頻中一名自稱艾衣提的人聲稱自己健康狀況良好，未受虐待[7]。

## 2月15日

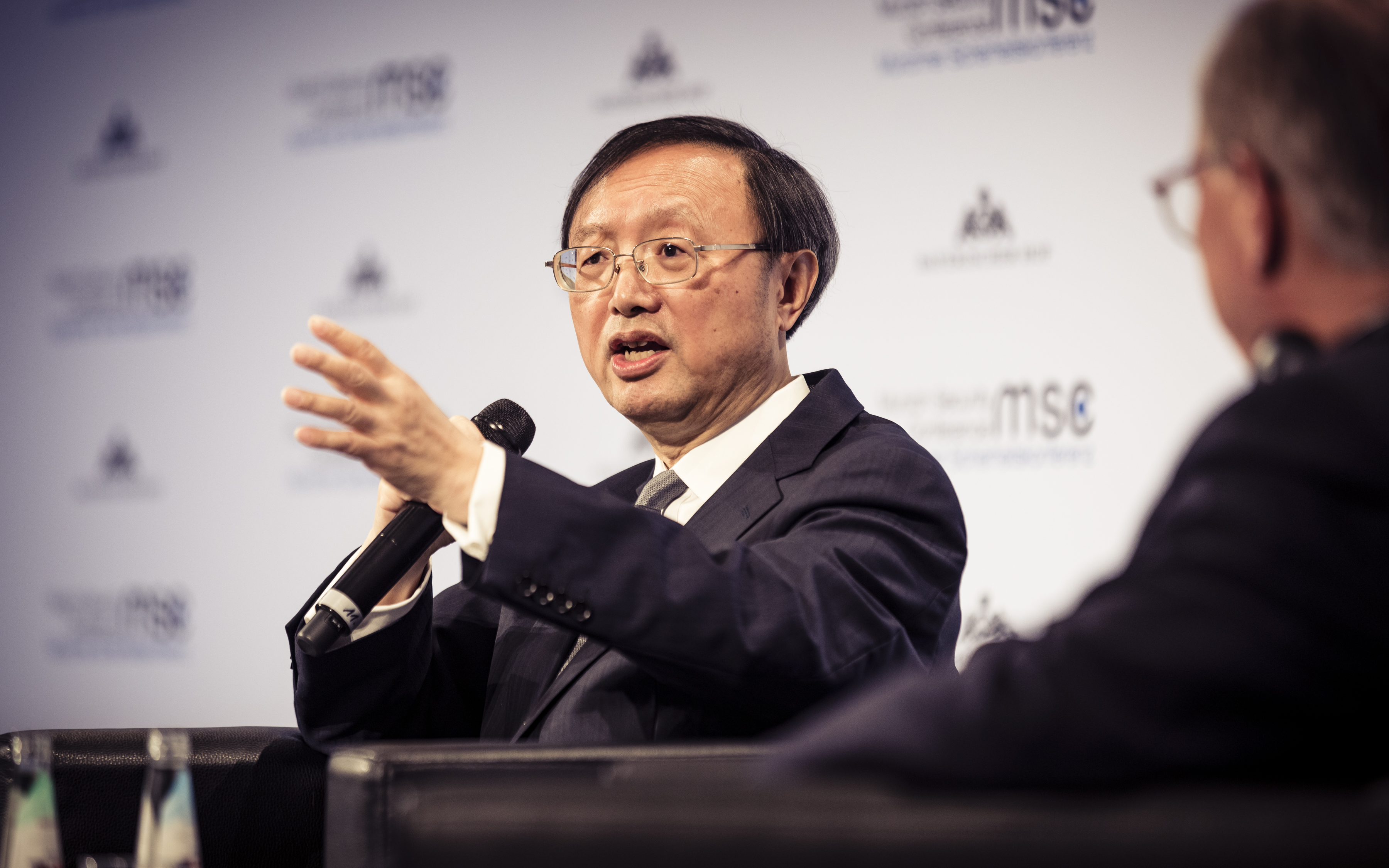
2019年2月出席慕尼黑安全会议的杨洁篪

- 2月15日至17日，中央外事工作委员会办公室主任杨洁篪赴德国出席第55届慕尼黑安全会议[8]。

## 2月22日
- 联合调查组公布陕西千亿矿权案调查结果，声称最高法民一庭助理审判员王林清的举报，是“为发泄对工作单位的不满情绪”，所剪辑在网上向社会公众发布的情报，是其在“窃取”案件二审部分材料，在崔永元工作室的协助下完成的。调查组表示，已将调查中发现的王林清“涉嫌非法获取、故意泄露国家秘密犯罪线索”，移交公安机关立案侦查[9][10]。
- 习近平主持中共中央政治局会议[11]，讨论国务院拟提请第十三届全国人民代表大会第二次会议审议的《政府工作报告》稿，审议《关于2018年中央巡视工作领导小组重点工作情况报告》、《关于中央脱贫攻坚专项巡视情况的综合报告》和《党政领导干部考核工作条例》[12][13]。

## 2月26日
- 晚间成都铁路公安处发布警情通报，称1月份网络热传引发舆论关注的铁路成都局高层霸座事件有编造成分，并将揭发事件的铁路局内部职员处以行政拘留与罚款[14]。

## 2月27日
- 全国“扫黄打非”办公室聚焦突出庆祝新中国成立70周年之际，作出专门部署，计划于今年3月至11月间大力组织开展“净网2019”“护苗2019”“秋风2019”等专项行动，持续掃蕩网络资讯空间[15]。